# Бої за Торецьк (з 2024)
Бої за Торецьк Донецької області почалися влітку 2024 року під час російського повномасштабного вторгнення. У листопаді 2024 року росіяни захопили центр міста, а на середину лютого 2025 року — практично все місто.

## Передумови
На 2024 рік, третій рік російського повномасштабного вторгнення, лінія фронту біля Торецька (до 2016 року — Дзержинськ) і сусіднього селища Нью-Йорк (до 2021 року — Новгородське) залишалась єдиною, яка майже не змінилась з 2014-15 років. Оскільки Торецьк знаходиться в безпосередній близькості від окупованої Горлівки (10 км) і недалеко від Донецька (35-40 км), ЗСУ створили потужні оборонні позиції. Фортифікації частково спираються на водну перешкоду з півночі — канал Сіверський Донець-Донбас — та глибокі балки з териконами на сході і півдні.
На початку червня 2024 року російські війська фактично сформували напівоточення цього району, просунувшись на північ від нього біля Часового Яру і на південь — біля Очеретиного. Тут під загрозою перерізання опинилась одна з основних логістичних артерій ЗСУ — траса Покровськ-Костянтинівка.
Для виконання свого завдання-мінімум із швидкої окупації міста Торецьк, росіяни мали просунутися вглиб щонайменше на 10−12 км від своїх позицій станом до початку наступу.
- Торецьк. Вересень 2022.
- Руйнування у селищі Північне під Торецьком. Грудень 2023.

## Перебіг бойових дій
У середині червня 2024 року російські окупаційні війська здійснили атаку в напрямку Торецька, яку багато хто назвав відверто неочікуваною, оскільки лінія зіткнення тут майже не змінювалася з 2014 року.
18 червня 2024 року ситуація почала змінюватися: росіяни почали новий наступ, їхнім військам вдалося вклинитися в позиції ЗСУ приблизно на 3 км, окупувавши село Шуми та наблизившись до околиць Торецька.
19 червня російським військам вдалося просунутися на 2 кілометри в напрямку від КПВВ «Майорськ» до селища Північне. Це вже околиця Торецька.
За перший тиждень наступу росіяни змогли дістатися південно-західних околиць міста, почавши бої в забудові сіл Залізне, Південне та Дружба.
В останніх числах червня росіянам вдалося зробити локальний ривок — біля населеного пункту Південне.
В червні — липні в Торецьк перевели 41-шу механізовану бригаду, яка до того втратила позиції у Часовому Ярі і зазнала там значних втрат. 41-ша бригада мала замінити в Торецьку 24 ОМБр, яку відправляли в Часів Яр. 41-ша бригада, коли зайшла в смугу 24-ї бригади в Торецьку, обороняти цей район вже фізично не могла через попередні втрати. Але командир бригади Сергій Ромашко давав інші доповіді. Росіяни відстежили ротацію військових частин і в перший же день захопили два ротні опорні пункти, і продовжили наступ в наступні дні. Потім оборона продовжила щоденно сипатись.
На початку липня наступ росіян практично зупинили, коли на цей напрямок були відправлені додаткові українські сили. Зокрема, одну з найбільш боєздатних частин ЗСУ — 95-ту десантно-штурмову бригаду, яка з початку повномасштабного вторгнення воювала на найбільш складних напрямках. Значний внесок в оборону Торецька робила 32-га окрема механізована бригада, що зайшла на цей напрямок на початку липня. Придані підрозділи 41-ї бригади під Торецьком публічно звинуватили комбрига 41-ї бригади Сергія Ромашка в тому, що це була його відповідальність за втрату позицій, бо він не міг чесно повідомити про неспроможність виконати своїми силами такі важкі бойові завдання і звинувачував інших.
Станом на 15 липня штурм Торецька тривав. За повідомленням від 32-ї механізованої бригади росіяни гинули цілими штурмовими групами.
13 серпня 2024 року пресофіцер 32 ОМБр повідомив, що бої йдуть у міській забудові біля Торецька в населених пунктах Північне і Залізне, що щільно прилягають до самого Торецька.
В кінці серпня 2024 року батальйон «Скала» зачищав російські позиції під Торецьком, йдучи на штурм на БМП «Бредлі».
6 вересня 2024 стало відомо, що до боїв за Торецьк та Нью-Йорк залучили 12-ту бригаду спецпризначення НГУ «Азов». Бійці «Азову» повернули під контроль частину Нью-Йорка та деблокували українських військових, які були в оточенні на Фенольному заводі.
24 жовтня 2024 українські війська просунулися у Торецьку і відновили втрачені позиції.
6 листопада 2024 стало відомо, що російські війська захопили центр міста Торецьк.
13 січня 2025 року 46-та аеромобільна бригада описала аналіз боїв, вважаючи, що Торецька операція добігає кінця. За їхніми даними, ЗСУ навчилися тримати флангові охоплюючі удари, і втримали райони Нью-Йорка і рубіж Дачне-Дружба, не давши охопити Торецьк з двох сторін. Росіянам довелося атакувати великий укріпрайон у лоб, який вони обрали напрямком головного удару: розсікаючий удар через центр міста. Темп просування росіян у місті, особливо в його другій частині, прямо корелювався із вибуттям частини українських підрозділів на курський напрямок. Також, при обороні Нью-Йорка, дуже важкої та відповідальної ділянки, добре показали себе батальйони 241-ї бригади ТрО, всупереч стереотипу про «прикомандировані бати».
Станом на 21 січня 2025 року у Торецьку тривали вуличні бої. У місті досі проживала 61 людина.
31 січня 2025 року бронегрупа 100 ОМБр відбила російський наступ на території одного із підприємств у Торецьку. Вибити російських військових з підприємства вдалося бронегрупі у складі танкового екіпажу, екіпажу БМП M2 Bradley та групі зачистки з бійців спецпідрозділу Національної поліції КОРД.
На 7 лютого 2025 року російські війська захопили практично все місто. Російські джерела повідомили про повне заняття міста. Наступного дня Назар Волошин, речник оперативно-стратегічного угруповання військ «Хортиця», сказав, що в міській забудові Торецька досі тривають бої, і росіяни зосередили зусилля в напрямках школи № 5 та шахт «Торецька» й «Центральна», здійснюючи по 10 штурмів на день у місті.
9 лютого 2025 року відео ударів безпілотниками біля Торецька опублікувала 28-ма механізована бригада. Вони уразили кілька одиниць БМП, танків, РСЗВ «Град».
11 лютого 2025 року бійці бригади «Лють» встановили прапор у центрі Торецька. Вони воювали спільно зі стрецьким батальйоном поліції особливого призначення ГУНП у Вінницькій та Кіровоградській областях, підрозділами КОРД, а також бригадою «Хижак».
26 березня 2025 року бійці 4-го батальйону охорони 101-ї бригади охорони Генерального штабу знищили російську піхоту, що накопичилася в одному з житлових будинків Торецька. Бійці закидали вибухівкою і протитанковими мінами багатоповерховий будинок і відступили, після чого активували підрив. Того ж дня піхотинці 53-ї та 93-ї бригад ЗСУ за підтримки дронів 28-ї бригади знищили групу російських штурмовиків у Торецьку: росіяни спробували зайти і закріпитися у промисловій зоні на околицях міста, але українські війська відбили атаку.
12 квітня 2025 року воїни 28-ї механізованої бригади спільно з мотопіхотним батальйоном 1004-ї бригади охорони та обслуговування Командування Сухопутних військ відбили штурм російських окупантів, які атакували у складі бронетанкової колони на Торецькому напрямку. Осінтер Audax геолокував штурм за опублікованим бригадою відео та визначив, що події відбувалися на північних околицях Торецька, поблизу селища Дружба.
29 квітня 2025 року 28-ма механізована бригада повідомила, що розбила комбінований російський штурм під Торецьком. Вони сказали, що російське командування постійно експериментує, щоб прорватися на цьому напрямку: під час чергової атаки росіяни поєднали бронеколону та швидкісні мотоцикли, одночасно відправивши їх в атаку з різних флангів. Працювали пілоти кількох підрозділів 28-ї бригади, зокрема ББпС «Спалах», а також підрозділи 93 ОМБр Холодний Яр.

## Втрати
17 травня 2025 року речник ОТУ «Луганськ» підполковник Дмитро Запорожець сказав, що близько 15 тисяч російських солдатів числяться зниклими безвісти у боях за Торецьк.